# 珠隆阿
珠隆阿（1751年—？），字撝謙，号炯斋，巴林氏，蒙古镶白旗人。清代人物。
乾隆己亥举人，嘉庆丙辰进士。中进士后余事不详。

## 家庭
- 曾祖薩哈連，护军；
- 祖常保，亲军；
- 父八達色，翻译生員。